# 牙部
牙部，為漢字索引中的部首之一，康熙字典214個部首中的第九十二個（四劃的則為第三十二個）。在傳統漢字與中文簡化字中，其都被歸為四劃部首。牙部通常是從下方均可為部字。且無其他部首可用者將部首歸為牙部。

## 部首單字解釋
1.口中後部的臼齒。對口中前端的齒而言，今為牙齒的通稱。
2.象牙的簡稱。
3.居間介紹人。
4.副、小。
5.姓。見萬姓統譜 · 三六。
6.齧咬。
7.古稱官署。
㸦：互的俗體。

## 字形

金文
大篆
小篆

## 名稱
- 漢語：牙部　（拼音：yábù　注音：ㄧㄚˊ ㄅㄨˋ）
- 日語：
- 朝鲜語：

## 字例
| 除部首外之筆劃 | 字例 -{ |
| -------------- | ------- |
| 0              | 牙㸦    |
| 6              | 㸧      |
| 7              | 𤘋      |
| 8              | 牚      |
| 14             | 𤘓 }-   |